# ایووو
ایووو (به لهستانی:  Iłów) یک روستا در لهستان است که در گمینا ایووو واقع شده‌است. ایووو ۶۹۰ نفر جمعیت دارد.